# Немоляева, Светлана Владимировна
Светла́на Влади́мировна Немоля́ева (род. 18 апреля 1937, Москва) — советская и российская актриса театра, кино, телевидения, озвучивания и дубляжа; народная артистка РСФСР (1980); актриса Московского академического театра имени Владимира Маяковского с 1959 года.
Лауреат национальной театральной премии «Золотая маска» (2013, 2020) и премии зрительских симпатий «Звезда театрала» (2012, 2014, 2019).
Начала сниматься в кино ещё в раннем детстве. Первую известность получила в 1958 году благодаря роли Ольги Лариной в художественном фильме «Евгений Онегин» (1958). Широкую известность ей принесли роли в кинокартинах Эльдара Рязанова — «Служебный роман» (1977), «Гараж» (1979) и «Небеса обетованные» (1991).
На сцене театра сыграла главные роли более чем в пятидесяти спектаклях, в том числе Офелия в «Гамлете», Маша в «Иркутской истории», Негина (в новой постановке — Домна Пантелеевна) в «Талантах и поклонниках», Бланш Дюбуа в «Трамвае „Желание“», Елизавета Тюдор в «Да здравствует королева, виват!», Мэй в «Кошке на раскалённой крыше», Анна Андреевна в «Ревизоре», Фёкла Ивановна в «Женитьбе», Анна-Регина в «Канте» и других.

## Биография

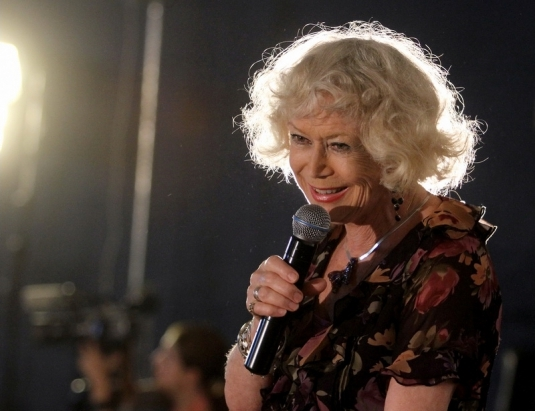
Светлана Немоляева на Одесском международном кинофестивале 18 июня 2012 года

Родилась 18 апреля 1937 года в Москве.
Детство Светланы прошло на Плющихе. Немоляевы были семьёй советских интеллигентов. Отец — Владимир Викторович Немоляев (1902—1987), советский кинорежиссёр и сценарист, один из первых выпускников ВГИКа, был уважаем как начинающими, так и признанными мастерами. Происходил из старообрядцев. Мать — Валентина Львовна Ладыгина (1907—1988), звукооператор. По материнской линии происходила из дворянского рода Мандрыка Черниговской губернии Российской империи. В 1941—1943 годах, вместе с родителями проживала в эвакуации в Алма-Ате (Казахская ССР). В своём доме Немоляевы принимали Людмилу Целиковскую и Михаила Жарова, Всеволода Пудовкина и знаменитого клоуна Михаила Румянцева.
Великая Отечественная война (1941—1945) оставила в памяти Светланы тяжёлые воспоминания, было холодно, не хватало еды, но были и другие дни, когда отец брал её с младшим братом Николаем (род. 5 июля 1938) на съёмки своих фильмов в массовку. Фильмография актрисы открывается эпизодической ролью Светочки в советском комедийном художественном фильме «Близнецы» (1945) режиссёра Константина Юдина, в котором она снялась в возрасте восьми лет. С детства Светлана полюбила и театр — ходила на все спектакли Театра имени Владимира Маяковского, актёром которого до войны был брат отца, Константин Викторович Немоляев.
В 1954 году поступила на актёрский факультет Высшего театрального училища имени М. С. Щепкина (руководитель курса — профессор Леонид Андреевич Волков), который с отличием окончила в 1958 году.
В 1958—1959 годах — актриса Московского драматического театра на Спартаковской (затем — на Малой Бронной).
В 1959 году была принята в труппу Московского академического театра имени Владимира Маяковского, на сцене которого служит по настоящее время. Театр в конце 1950-х годов стараниями Николая Охлопкова принадлежал к числу наиболее значительных, популярных и знаменитых театров страны. Тогда же, в 1959 году, в труппу этого театра был зачислен Александр Сергеевич Лазарев, за которого Светлана Немоляева вышла замуж в марте 1960 года.
Дебют Светланы Немоляевой на театральной сцене состоялся в спектакле «Гамлет», где она исполнила роль Офелии. Спектакль был удачным и шёл восемь лет. При художественном руководителе театра Андрее Александровиче Гончарове Немоляева сыграла на сцене сложнейшие и ярчайшие роли в истории мировой драматургии — Бланш Дюбуа в «Трамвае „Желание“», королевы Елизаветы Тюдор в «Да здравствует королева, виват!», Мэй в «Кошке на раскалённой крыше» и других. Различные театральные премии и номинации принесли ей сыгранные роли при новом художественном руководителе, Миндаугасе Карбаускисе, а именно роль Домны Пантелеевны в «Талантах и поклонниках», Анны-Регины в «Канте», кухарки в «Плодах просвещения».
Первую известность в кинематографе начинающая актриса получила в 1958 году благодаря роли Ольги Лариной в громкой премьере того времени — советском художественном фильме по опере П. И. Чайковского «Евгений Онегин» режиссёра Романа Тихомирова. Всесоюзную известность среди кинозрителей Светлана Немоляева приобрела благодаря ярким ролям в кинокартинах режиссёра Эльдара Александровича Рязанова «Служебный роман» (1977), «Гараж» (1979), «О бедном гусаре замолвите слово» (1980) и «Небеса обетованные» (1991).
За долгие годы творческой деятельности актриса сыграла более восьмидесяти ролей в фильмах и телесериалах.
Является членом Союза театральных деятелей (с 1962 года), Союза кинематографистов (с 1980 года), Российской академии кинематографических искусств (с 2002 года), Национальной академии кинематографических искусств и наук России.
18 апреля 2017 года президент РФ Владимир Путин поздравил Светлану Немоляеву с 80-летнем юбилеем.

## Семья

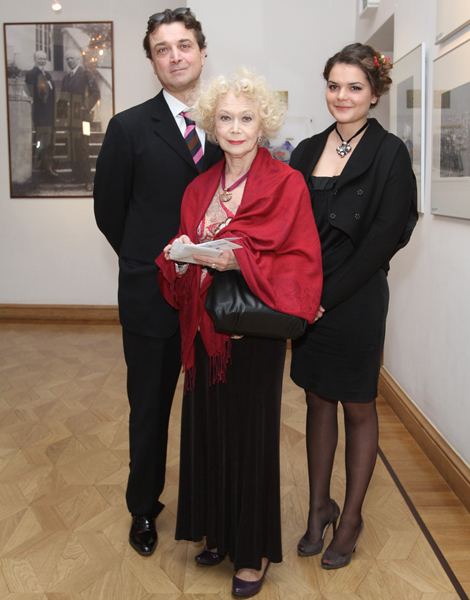
Светлана Немоляева, Александр Лазарев и Полина Лазарева на церемонии награждения премией «Золотая маска» — 2013

Отец — Владимир Немоляев (1902—1987), советский кинорежиссёр и сценарист, один из первых выпускников ВГИКа, был уважаем как начинающими, так и признанными мастерами. Происходил из старообрядцев.
Мать — Валентина Ладыгина (1907—1988), звукооператор.
Единокровный брат — Всеволод Немоляев (22 февраля 1937 — 15 января 2025), артист и режиссёр балета Большого театра.
Племянник — Кирилл Немоляев (род. 1969), рок-музыкант, радиоведущий и лидер пародийной метал-группы «Бони' НЕМ».
Младший брат — Николай Немоляев (род. 1938), кинооператор; заслуженный деятель искусств РСФСР (1991).
Племянница — Анастасия Немоляева (род. 1969), актриса, художница и дизайнер.
Дядя (брат отца) — Константин Викторович Немоляев, до Великой Отечественной войны был актёром Московского академического театра имени Владимира Маяковского.
Супруг — Александр Лазарев (1938—2011), актёр; народный артист РСФСР (1977). Поженились в марте 1960 года и прожили вместе пятьдесят один год до самой смерти супруга.
Сын — Александр Лазарев (род. 1967), артист Московского государственного театра «Ленком» (1990—2023); главный режиссёр театра Российской армии (с 2023 года); народный артист РФ (2007). Сноха — Алина Лазарева (Айвазян), окончила факультет иностранных языков, по профессии — переводчик детской литературы.
Внучка — Полина Лазарева (род. 18 мая 1990), актриса, в 2010 году окончила режиссёрский факультет (актёрская группа) РАТИ-ГИТИС (мастерская профессора О. Л. Кудряшова), с 2011 года служит в труппе Московского академического театра имени Владимира Маяковского.
Внук — Сергей Лазарев (род. 2000).

## Общественная позиция
В феврале 2022 года поддержала решение Владимира Путина о признании ЛНР и ДНР и вторжение России в Украину.

## Творчество

### Роли в театре
Московский академический театр имени Владимира Маяковского
- 1959 — «Гамлет» У. Шекспира — Офелия, режиссёр: Н. П. Охлопков (ввод в спектакль)
- 1959 — «Аристократы» — Нинка, режиссёр: Н. П. Охлопков (ввод в спектакль)
- 1959 — «Гостиница „Астория“» А. П. Штейна — Светлана / Полина, режиссёры: Н. П. Охлопков, В. Ф. Дудин (ввод в спектакль)
- 1959 — «Маленькая студентка» Н. Ф. Погодина — Рузия Аласова, режиссёр: Б. Н. Толмазов (ввод в спектакль)
- 1959 — «Весенние скрипки» А. П. Штейна — Маша, режиссёр: Е. И. Зотова (премьера — 28 ноября 1959)
- 1960 — «Иркутская история» А. Н. Арбузова — Майя, режиссёр: Н. П. Охлопков (премьера — 25 февраля 1960 года)
- 1960 — «Время любить» Б. С. Ласкина — Маша, режиссёр: Б. Н. Толмазов (премьера — 14 мая 1960 года)
- 1960 — «Мамаша Кураж и её дети» Б. Брехта — Иветта, режиссёр: М. М. Штраух (премьера — 27 августа 1960 года)
- 1961 — «Океан» А. П. Штейна — первая подруга, режиссёры: Н. П. Охлопков, В. Ф. Дудин (премьера — 23 февраля 1961 года)
- 1961 — «Проводы белых ночей» В. Ф. Пановой — Нинка, режиссёр: Е. И. Зотова (премьера — 2 сентября 1961 года)
- 1962 — «Современные ребята» М. Ф. Шатрова — Светочка, режиссёр: В. Ф. Дудин (премьера — 29 марта 1962 года)
- 1962 — «Голубая рапсодия» Н. Ф. Погодина — девушка в белом, режиссёр: Б. Н. Толмазов (премьера — 28 сентября 1962 года)
- 1962 — «Как поживаешь, парень?» В. Ф. Пановой — Заинька, режиссёр: Е. И. Зотова (премьера — 4 ноября 1962 года)
- 1963 — «Опасная тишина» А. Л. Вейцлера, А. Н. Мишарина — Ирина (премьера — 5 января 1963 года)
- 1963 — «Поворот ключа» М. Кундера — Алёна, режиссёр: Б. Н. Толмазов
- 1963 — «Нас где-то ждут…» А. Н. Арбузова — девушка с косичками, режиссёр: Н. П. Охлопков (премьера — 22 мая 1963 года)
- 1963 — «Золотой конь» Я. Райниса — принцесса, режиссёр: А. В. Кашкин (премьера — 21 декабря 1963 года)
- 1964 — «Кавказский меловой круг» Б. Брехта — Сулико / жена крестьянина, режиссёр: В. Ф. Дудин (премьера — 19 марта 1964 года)
- 1964 — «Между ливнями» А. П. Штейна — Тата, режиссёр: Н. П. Охлопков (премьера — 16 мая 1964 года)
- 1964 — «Перебежчик» братьев Тур — Галя Хмелько, режиссёр: Б. Н. Толмазов (премьера — 16 декабря 1964 года)
- 1965 — «История болезни» Б. С. Ласкина — Варя Казакова, режиссёр: В. Ф. Дудин (премьера — 5 марта 1965 года)
- 1965 — «Камешки на ладони» А. Д. Салынского — Анна, режиссёр: В. Ф. Дудин (премьера — 22 ноября 1965 года)
- 1966 — «Смерть Тарелкина» А. В. Сухово-Кобылина — Маврушка, режиссёр: П. Н. Фоменко (премьера — 14 октября 1966 года)
- 1967 — «И упала звезда» Х. Ловинеску — Кристина, режиссёр: А. А. Гамсахурдий (премьера — 28 апреля 1967 года)
- 1967 — «Мир без меня» Ю. Ф. Эдлиса — Галочка, режиссёры: Л. С. Танюк, В. В. Загоруйко (премьера — 25 декабря 1967 года)
- 1968 — «Звонок в пустую квартиру» Д. Угрюмова — Ксана, режиссёр: Б. Н. Толмазов (премьера — 23 февраля 1968 года)
- 1969 — «Соловьиная ночь» В. И. Ежова — Инга, режиссёр: Е. Д. Табачников (премьера — 20 января 1969 года)
- 1969 — «Таланты и поклонники» А. Н. Островского — Негина, режиссёры: М. О. Кнебель, Н. А. Зверева (премьера — 20 апреля 1969 года)
- 1969 — «Дети Ванюшина» С. А. Найдёнова — Инна, режиссёр: А. А. Гончаров (премьера — 10 июня 1969 года)
- 1969 — «Разгром» по А. А. Фадееву — девушка-пастушка, режиссёр: М. А. Захаров (премьера — 25 декабря 1969 года)
- 1970 — «Трамвай „Желание“» Теннесси Уильямса — Бланш Дюбуа, режиссёр: А. А. Гончаров (премьера — 30 декабря 1970 года)
- 1972 — «Человек из Ламанчи» Д. Вассермана и Д. Дэриона — Антония, режиссёр: А. А. Гончаров (премьера — 14 июня 1972 года)
- 1974 — «Родственники» Э. В. Брагинского, Э. А. Рязанова — Ирина, режиссёр: А. А. Сергеев (премьера — 26 июня 1974 года)
- 1975 — «Беседы с Сократом» Э. С. Радзинского — Гетера Гарпия, режиссёр: А. А. Гончаров (премьера — 4 апреля 1975 года)
- 1976 — «Долгожданный» А. Д. Салынского — Нина Родионовна Мытникова, режиссёры: А. А. Гончаров, О. Я. Ремез (премьера — 3 ноября 1976 года)
- 1977 — «Да здравствует королева, виват!» Р. Болта — Елизавета Тюдор, режиссёр: А. А. Гончаров (премьера — 12 мая 1977 года)
- 1978 — «Бег» М. А. Булгакова — Серафима Владимировна Корзухина, режиссёр: А. А. Гончаров (премьера — 6 мая 1978 года)
- 1980 — «Она в отсутствии любви и смерти» Э. С. Радзинского — её мать
- 1981 — «Кошка на раскалённой крыше» Теннесси Уильямса — Мэй
- 1985 — «Плоды просвещения» Л. Н. Толстого — Анна Павловна Звездинцева, режиссёр: П. Н. Фоменко
- 1986 — «Смех лангусты» Д. Марелла — Сара Бернар
- 1988 — «Круг» С. У. Моэма — леди Китти
- 1991 — «Виктория?..» Т. Реттигана — леди Нельсон
- 1995 — «Кин IV» Г. И. Горина — Эми Госуилл, режиссёр: Т. В. Ахрамкова
- 1998 — «Чума на оба ваши дома!» Г. И. Горина — синьора Капулетти, режиссёр: Т. В. Ахрамкова (24 сентября 1998 года — премьера)
- 2002 — «Мой век» М. Лоранса — Габриэль Малу, режиссёр: С. И. Яшин
- 2002 — «Женитьба» Н. В. Гоголя — Фёкла Ивановна, сваха, режиссёр: С. Н. Арцибашев (5 сентября 2002 года — премьера)
- 2003 — «Карамазовы» по Ф. М. Достоевскому — Хохлакова
- 2005 — «Мёртвые души» Н. В. Гоголя — Настасья Петровна Коробочка / просто приятная дама, режиссёр: С. Н. Арцибашев (12 ноября 2005 года — премьера)
- 2007 — «Ревизор» Н. В. Гоголя — Анна Андреевна, режиссёр: С. Н. Арцибашев (4 мая 2007 года — премьера)
- 2009 — «Как поссорились…» по Н. В. Гоголю — Агафья Федосеевна / Анна Антоновна, жена Петровна Фёдоровича, режиссёр: С. Н. Арцибашев (1 апреля 2009 года — премьера)
- 2012 — «Таланты и поклонники» А. Н. Островского — Домна Пантелеевна, режиссёр: М. Карбаускис (21 января 2012 года — премьера)
- 2013 — «Кант» М. Ивашкявичюса — Анна-Регина, режиссёр: М. Карбаускис (17 декабря 2013 года — премьера)
- 2015 — «Плоды просвещения» Л. Н. Толстого — кухарка, режиссёр: М. Карбаускис (21 февраля 2015 года — премьера)
- 2017 — «Бешеные деньги» А. Н. Островского — Надежда Антоновна Чебоксарова, режиссёр: А. Ф. Шульев (7 и 8 апреля 2017 года — премьера)
- 2021 — «Как важно быть серьёзным» Оскара Уайльда — леди Брэкнелл, режиссёр: А. Ф. Шульев (13 и 14 февраля 2021 года — премьера)

### Роли в кино
- 1945 — Близнецы — Светочка
- 1948 — Карандаш на льду (короткометражный) — девочка (нет в титрах)
- 1949 — Счастливый рейс — Света
- 1954 — Весёлые звёзды — зрительница (нет в титрах)
- 1956 — Карнавальная ночь — гостья карнавала[21] (нет в титрах)
- 1958 — Евгений Онегин — Ольга Ларина, младшая сестра Татьяны
- 1958 — Человек человеку — ведущая
- 1961 — В начале века — прислуга в доме Плеханова
- 1967 — Короткие встречи — Лёля, маникюрша
- 1972 — Круг — Лара Васильцева, работник «Интуриста», жена Виктора Степановича Васильцева
- 1973 — За час до рассвета — Ольга Державина
- 1973 — Атлантика — Лариса Васильевна
- 1975 — В ожидании чуда — Марья Александровна Шмагина, мама Саши
- 1975 — Такая короткая долгая жизнь — Елена Михайловна Игнатьева, учительница немецкого языка, первая жена Ивана Игнатьева (серии 1-2, 8)
- 1976 — Дневной поезд — Тамара
- 1977 — Запасной аэродром — Арина, тётя Мити Соловьёва
- 1977 — Портрет с дождём — Виктория Куликова, мама Марины
- 1977 — Служебный роман — Ольга Петровна Рыжова, коллега и подруга Новосельцева, бывшая возлюбленная Самохвалова
- 1979 — Гараж — жена Евгения Ивановича Гуськова, научного сотрудника НИИ, одного из несправедливо исключённых членов кооператива
- 1980 — О бедном гусаре замолвите слово — мадам Жозефина, владелица салона мод
- 1980 — Вторжение — Нина Васильевна Оссовская, знаменитая певица на гастролях
- 1981 — Всё наоборот — Светлана Николаевна, мать Наташи Ермаковой
- 1981 — Молодость. Выпуск 5 — Анна Тимофеевна (новелла «Визит»)
- 1981 — Твой брат Валентин (короткометражный) — жена
- 1982 — 4:0 в пользу Танечки — Изольда Васильевна, учитель пения
- 1982 — Ослиная шкура — королева Горжетта
- 1982 — Семейное дело — Кира, жена Алексея Силина
- 1983 — Взятка. Из блокнота журналиста В. Цветкова — Курихина, мать Валерия
- 1983 — Карантин — бабушка
- 1983 — Средь бела дня… — судья
- 1983 — Тайна «Чёрных дроздов» — Долли Смит, хозяйка пансионата
- 1984 — И вот пришёл Бумбо… — Ника, невеста отца Александры
- 1984 — Последний шаг — Карцева
- 1985 — Начни сначала — Мария Николаевна, член худсовета
- 1985 — Прыжок — Елена Щукович
- 1986 — По главной улице с оркестром — Романовская, жена Валентина Романовского
- 1987 — К расследованию приступить (фильм № 2 «Клевета») — Нина Александровна Ващенко
- 1988 — Предлагаю руку и сердце — Роза Александровна
- 1989 — Визит дамы — Матильда, жена Альфреда Илла
- 1990 — Рок-н-ролл для принцесс — королева (вокал — Лариса Долина)
- 1991 — Veniks. Половые щётки — мадам де Брие
- 1991 — Анна Карамазофф — соседка
- 1991 — Влюблённый манекен — Эмма, соседка
- 1991 — Небеса обетованные — Аглая Свидерская, бывшая жена Дмитрия Логинова
- 1991 — Преступление лорда Артура — Пейсли, герцогиня
- 1991 — Хищники — Авдонина, мать Эдуарда
- 1992 — Быть влюблённым — Наталья Сергеевна Скворцова
- 1992 — Семь сорок (Украина) — Нора Хореновна, жена Виктора Павловича
- 1992 — 1997 — Мелочи жизни — Альбина Сергеевна, мать Оли
- 1993 — Провинциальный бенефис — Смельская-Коринкина
- 1993 — Супермен поневоле, или Эротический мутант — Вера Васильевна
- 1998 — Горько! — Ирина, бабушка невесты
- 2000 — Бременские музыканты & Co — жена пса-старшего
- 2001 — С новым счастьем! 2. Поцелуй на морозе — профессор Куропатова, бабушка Леночки
- 2002 — Неудача Пуаро — миссис Сесил Экройд, вдова младшего брата Роджера Экройда, мать Флоры
- 2002 — Подмосковная элегия — Тата, соседка Черкасских
- 2003 — Евлампия Романова. Следствие ведёт дилетант (фильм № 1 «Маникюр для покойника») — Виктория Павловна
- 2004 — Бальзаковский возраст, или Все мужики сво… — Светлана Модестовна, сводня
- 2004 — Сёстры — Галина Алексеевна, мать Нины, Аллы и Марии
- 2005 — Рекламная пауза — Инна Ивановна, мать Марка
- 2006 — Блюз опадающих листьев — Анастасия Леонидовна, мать Ксении Ливневой (в девичестве — Листовой)
- 2006 — Ленинградец — Раиса Степановна, мать Ксении
- 2006 — Первый дома — жена Гуськова
- 2006 — Рельсы счастья — мать проводницы Веры
- 2007 — Артистка — Тамара Аркадьевна, актриса, прима театра
- 2007 — Идеальная жена — мать Олега
- 2007 — Когда её совсем не ждёшь… — Татьяна, жена Александра Александровича
- 2007 — Марш Турецкого (четвёртый сезон) — Любовь Викторовна, знаменитая актриса
- 2008 — Тринадцать месяцев (Украина) — Раиса Никитична Чалая, мать Сергея
- 2009 — Осенние цветы (Украина) — Леда Нежина (Ольга Яковлевна Снежко)
- 2010 — Дом без адреса — мать Анны
- 2010 — Зоя — мать Сергея Сорокина
- 2010 — Цветы от Лизы — Клавдия Александровна, мать Сергея Левитина
- 2010 — Сыщик Самоваров — Анечка
- 2011 — Амазонки из глубинки — бабушка Анатолия
- 2011 — Голубка — Анна Валентиновна, жена Сабельникова
- 2011 — Ласточкино гнездо — Настасья Ефимовна, мать Корнилова
- 2011 — Поцелуй сквозь стену — бабушка Алисы Игоревны Павловской
- 2011 — Товарищи полицейские (серия № 14 «Одна») — Лилия Петровна Мельникова
- 2011 — 2012 — Земский доктор. Жизнь заново — Нина (Нинон), дальняя родственница Михаила (покойного мужа Ольги)
- 2012 — День учителя — мать Афанасия
- 2012 — Собачья работа — Элеонора
- 2013 — Земский доктор. Возвращение — Нина (Нинон), дальняя родственница Михаила (покойного мужа Ольги)
- 2013 — Семицветик — бабушка Семицветова
- 2014 — Земский доктор. Любовь вопреки — Нина (Нинон), дальняя родственница Михаила (покойного мужа Ольги)
- 2014 — Роковое наследство — Евдокия Савельевна Казанцева, мать Глеба и Николая
- 2014 — Феликс и его любовь (короткометражный) — Любовь Былицкая
- 2015 — Мамочки — Светлана Олейникова, сотрудник Государственной Третьяковской галереи
- 2015 — Осколки хрустальной туфельки — Алла Николаевна, мать Павла
- 2016 — В зоне доступа любви — Елена Фёдоровна, соседка
- 2016 — Семейные обстоятельства — Нина Николаевна, свекровь Ларисы
- 2016 — Следователь Тихонов (фильм № 9 «Ещё одно дело Тихонова») — Анна Фёдоровна Хижняк
- 2017 — Мешок без дна — чтица[8]
- 2017 — Новый муж — Лариса Фёдоровна Волина, профессорская жена, мать Владимира, бывшая свекровь Тамары, бабушка Насти
- 2018 — Ван Гоги — Тома
- 2018 — Динозавр — Ираида Яковлевна Пуришкевич
- 2018 — Доктор Рихтер. Продолжение — мать Рихтера
- 2018 — Убийства по пятницам — Алевтина Владимировна, мать Владимира
- 2018 — Динозавр
- 2018 — 2019 — Стажёры — Татьяна Тихоновна Любшинская, пенсионерка
- 2019 — Дипломат — мать Лучникова
- 2019 — Мосгаз. Дело № 6: Формула мести — генеральша (Евгения Васильевна), вдова генерала Макарова
- 2020 — Московский роман — Леокадия Аркадьевна Гурская, преподавательница музыки
- 2020 — Старые кадры — Валентина Дмитриевна
- 2021 — Гогоl-Могоl (короткометражный) — мама
- 2021 — Киноляп — актриса (камео)
- 2022 — Синдром жизни — Елизавета Петровна
- 2022 — Гид — Настенька
- 2022 — Дипломат 2 — Жанна Борисовна, мать Лучникова
- 2022 — Земский доктор. Восемь лет спустя — Нина
- 2022 — Золотые соседи — Валентина Ивановна
- 2024 — Онегин — няня Татьяны
- 2024 — 12 стульев — тёща
- 2026 — Буратино — черепаха Тортила, мудрая старая черепаха из пруда

### Роли в киножурнале «Ералаш»
- 1999 — Выпуск № 132 (сюжет «Приворот») — учительница геометрии

### Роди в киножурнале «Фитиль»
- 2004 — Выпуск № 12 (новелла «Психологика») — тёща

### Телеспектакли
- 1971 — «Что делать?» — Жюли
- 1976 — «Она родилась в сорочке» (фильм-спектакль) — Ольга, старшая дочь пани Ауэр-Корольницки
- 1979 — «Месяц длинных дней» — Зоя Георгиевна
- 1980 — «Альманах сатиры и юмора» (выпуск № 1) — «Шубка»
- 1981 — «Родственники» (фильм-спектакль) — Ирина, дочь директора магазина
- 1983 — «Месье Ленуар, который…» — Мари-Терез
- 1987 — «Анонимка» — Лариса Уварова, доктор
- 1989 — «Село Степанчиково и его обитатели» — Татьяна Ивановна

### Озвучивание

#### Фильмы
- 1981 — «Всем — спасибо!» — представительница из музея (роль Евгении Ханаевой)
- 1991 — «Анна Карамазофф» — Анна Карамазова (роль Жанны Моро)

#### Мультфильмы
- 1973 — «Сокровища затонувших кораблей» — пионервожатая
- 1988 — «Домовой и хозяйка» — хозяйка
- 1991 — «После того, как» — Ева
- 2004 — «Столичный сувенир» — мать Александра

## Признание и награды

### Государственные награды
- Заслуженная артистка РСФСР (19 января 1973 года).
- Народная артистка РСФСР (18 декабря 1980 года).
- Медаль «За трудовую доблесть» (14 ноября 1980) — за большую работу по подготовке и проведению Игр XXII Олимпиады.[22]
- орден Почёта (3 февраля 1998 года) — за большие заслуги в развитии театрального искусства.[23]
- Орден «За заслуги перед Отечеством» IV степени (31 января 2007 года) — за большие заслуги в развитии отечественного театрального искусства и многолетнюю творческую деятельность.[24]
- Орден «За заслуги перед Отечеством» III степени (5 апреля 2012 года) — за большой вклад в развитие отечественного театрального и кинематографического искусства, многолетнюю творческую деятельность.[25]
- Почётная грамота Президента Российской Федерации (23 февраля 2018 года) — за заслуги в развитии отечественной культуры и искусства, многолетнюю плодотворную деятельность.[26][3]
- Орден «За заслуги перед Отечеством» II степени (9 июня 2023 года) — за большой вклад в развитие отечественной культуры и искусства, многолетнюю плодотворную творческую деятельность.[27]

### Другие награды, премии, поощрения и общественное признание

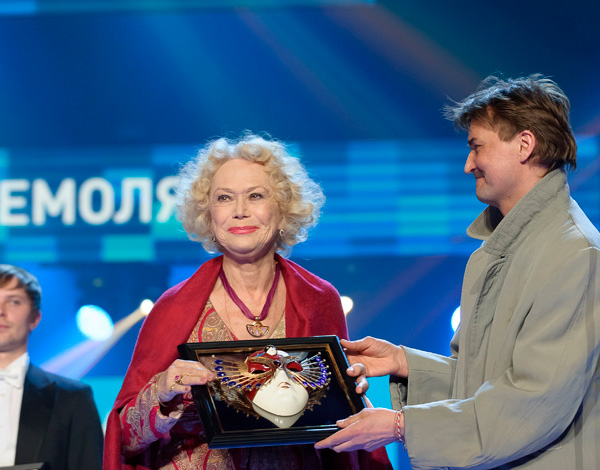
Вручение Светлане Немоляевой премии «Золотая маска». 2013

- Номинация на премию «Звезда Театрала-2009» в номинации «Лучший эпизод или роль второго плана» (за роль Агафьи Федосеевной в спектакле «Как поссорились…»).
- Премия «Звезда Театрала-2012» в номинации «Легенда сцены».
- «Золотой диплом» X Международного театрального фестиваля «Золотой Витязь» — за роль Домны Пантелеевны в спектакле «Таланты и поклонники» (2012).
- Российская национальная премия «Золотая маска» в номинации «Лучшая роль второго плана» (Домна Пантелеевна в спектакле «Таланты и поклонники») (2013).
- Театральная премия «МК» в номинации «Лучшая женская роль» (Анна-Регина в спектакле «Кант», 2014).
- Премия «Звезда Театрала-2014» в номинации «Лучшая женская роль второго плана» — за роль Анны-Регины в спектакле «Кант».
- Номинация на премию «Звезда Театрала-2015» в номинации «Лучшая женская роль второго плана» — за роль кухарки в спектакле «Плоды просвещения».
- Почётный приз «Госпожа удача» имени Павла Луспекаева XXIV Фестиваля кино стран СНГ, Латвии, Литвы и Эстонии «Киношок» — за мужество и достоинство в профессии (2015).
- Приз в спецноминации «За вклад в жизнь» на пятнадцатой ежегодной национальной премии в области популярной музыки «Муз-ТВ» (2017).[28]
- Премия «Звезда Театрала-2019» в номинации «Лучшая роль театральной актрисы в кино».[29]
- Российская национальная премия «Золотая маска» — за выдающийся вклад в развитие театрального искусства (2020).[30]
- Кинопремия «Золотой орёл» (2021) в номинации «Лучшая женская роль на телевидении» (телесериал «Дипломат»).[31]

## Документальные фильмы и телепередачи
- «Лазарев и Немоляева. „Ещё раз про любовь“» («Первый канал», 2008).[32]
- «Больше, чем любовь. Светлана Немоляева и Александр Лазарев» («Культура», 2012).[33]
- «„Частная история“: Светлана Немоляева» («Москва 24», 2014).[34]
- «Александр Лазарев и Светлана Немоляева. „Испытание верностью“» («ТВ Центр», 2018).[35]
- «„Тайны кино“: Светлана Немоляева» («Москва Доверие», 2021).[36]
- «„Раскрывая тайны звёзд“: к юбилею Светланы Немоляевой» («Москва 24», 2022).[37]
- «Светлана Немоляева. „Мы старались беречь друг друга“» («Первый канал», 2022).[38][39]